# 洞爺サンパレスリゾート&スパ
洞爺サンパレスリゾート&スパ（とうやサンパレスリゾート&スパ、英語: Toya SunPalace Resort&Spa）は、北海道有珠郡壮瞥町の洞爺湖温泉にあるリゾートホテル。恋人の聖地のサテライトに認定されている。

## 概要
洞爺湖の湖畔沿いに位置し、洞爺湖温泉で最大規模を誇るホテル。洞爺サンパレスリゾート＆スパ（地上10階地下1階建て、324室）と隣接して建てられたザ・レイクスイート湖の栖（地上9階建て、80室）がある。泉質はナトリウム－塩化物・硫酸塩泉／pH:6.89（低張性中性高温泉）。日帰り入浴も行っている。
カラカミ観光（現・Karakami HOTELS&RESORTS）の手により1978年（昭和53年）開業。当時は「ここはお風呂の遊園地、なんてったって宇宙一」「宇宙一の大浴場」のキャッチコピーで知られ、北海道内ではテレビCMも頻繁にオンエアされていた。一方でプールの中を通り抜けないと大浴場にたどり着けない構造だったため、年配者などからは「浴場まで遠すぎる」という不評の声もあった。
2014年（平成26年）に現在の名称に改称し、エントランス・ロビーや大浴場を順次リニューアルした。また、本館の耐震化と一部客室の改装を行ったほか、2019年（令和元年）には別館（クリスタル館）を建て替え「ザ・レイクスイート 湖の栖（このすみか）」としてオープンした。かつての大浴場の一部を潰して連絡通路とし、浴場までの距離を短くするなど、バリアフリーにも配慮する形とした。
2022年3月末にカラカミ社から東京の不動産会社に売却されるとしていたが、結局翌2023年3月に大手通販会社のベルーナへ売却された。運営はカラカミ社の子会社である「グランベル北海道」に引き継がれたが、同年8月末に同社をベルーナに売却し、完全にベルーナ傘下の施設となった。

## 施設

### 本館
大浴場温泉テラス 水波（みずなみ）／風波（かぜなみ）
- 露天風呂
- サウナ
- 湯上がりラウンジ&ガーデンズ 滝の音

Water land
- アクティブゾーン
- 南国アイランド
- キッズゾーン

客室
- モダン和室 (29 m²)
- モダン洋室 (26 m²)
- モダン和洋室 (29 m²)
- 和室（8帖・10帖・12帖）
- 洋室 (26 m²)

レストラン
- ビュッフェレストラン パレシオ
- しんりんダイニング

その他
- 宴会場
- ラウンジ しらかば
- The Bar
- エステサロン「ラ・セレヴィス」
- 売店
- ゲームコーナー
- あじ処 どさんこ

### ザ・レイクスイート 湖の栖
客室
- 温泉露天風呂付テラスルーム (54.5 m²)
- 温泉露天風呂付ガーデンテラスルーム (54.5 m²)
- 温泉露天風呂付ユニバーサルテラスルーム (54.5 m²)
- コーナーテラスルーム (61 m²)

温泉
- 大浴場
- 湯上がりリビングテラス

レストラン
- 水のテラスダイニング「The 洞爺」

その他
- ライブラリーラウンジ
- エステサロン「空（くう）」
- フィットネスルーム
- セレクトショップ

## アクセス
札幌からの無料送迎バスを毎日運行している（完全予約制）。
- 北海道旅客鉄道（JR北海道）洞爺駅から車で約20分
- 新千歳空港から車で約1時間30分
- 札幌から車で約2時間
- 函館から車で約2時間50分
- 旭川から車で約2時間50分

## CM出演者
- 梅垣義明（90年代）

## 参考資料
- “有価証券報告書” (PDF).  カラカミ観光 (2011年). 2016年2月16日閲覧。